# Vamos que nos vamos
Vamos que nos vamos es el disco debut del grupo catalán Muchachito Bombo Infierno publicado en 2005. 
El disco marcado por la influencia y las letras del líder de la banda, Jairo Perera que mezcla estilos tan dispares como rumba, funk, swing o rock and roll. 
La canción "Si Tú Si Yo, Si No", es una versión de la canción original de 1984, "Si tú, si yo" de Kiko Veneno.
El disco está apadrinado por el grupo barcelonés Ojos de Brujo y colaboran en la canción "Eima".
Se lanzaron los sencillos "Será mejor" y "Siempre que quiera" que a la postre sería la canción más conocida del grupo.

## Lista de canciones
1. El compadre - 4:34
2. Me tienes frito - 3:40
3. Será mejor - 3:21
4. Luna - 3:56
5. Sin vigilancia - 3:50
6. Eima - 4:30
7. Más que breve - 4:21
8. Conversaciones incompatibles - 3:50
9. Si tú si yo, si, no - 3:44
10. 115 - 3:33
11. Cógelo - 4:03
12. Siempre que quiera - 4:00
13. Paquito Tarantino - 4:00